# Michael Scholz-Hänsel
Michael Scholz-Hänsel (ur. 1955) – niemiecki historyk sztuki, specjalizujący się w sztuce Hiszpanii, a w szczególności twórczości El Greca i Jusepe de Ribery.
Studiował historię sztuki i teatr w Berlinie (FU) i w Hamburgu.

## Publikacje[2][3]
- El Greco und die Moderne Kat. der Ausst. Museum Kunstpalast Düsseldorf, Ostfildern: Hatje Cantz, 2012.
- Armut in der Kunst der Moderne, Marburg 2011.
- Inquisition und Kunst. "Convivencia" in Zeiten der Intoleranz, Berlin 2009.
- Spanien im Fotobuch. Von Kurt Hielscher bis Mireia Sentís. Eine imaginäre Reise von Barcelona in die Extremadura, Leipzig 2007.
- El Greco. Köln 2004.
- Jusepe de Ribera. Köln 2000.
- El Greco "Der Großinquisitor". Neues Licht auf die Schwarze Legende. Frankfurt am Main 1991 (kunststück).
- Eine spanische Wissenschaftsutopie am Ende des 16. Jahrhunderts. Die Bibliotheksfresken von Pellegrino Pellegrini (Tibaldi) im Escorial. Münster 1987 (Diss. phil. Hamburg 1984).
- Das Imaginäre Museum Giulio Paolinis, Bd. 2. Ausst. Kat. Staatsgalerie Stuttgart 1986.